# Isabel Brú
Isabel Brú (Valencia, 1874 - Madrid, 1 de marzo de 1931) fue una popular actriz española y una de las tiples de zarzuela más destacada de finales del siglo XIX y principios del XX.

## Inicios musicales (1886-1896)
Nacida en el seno de una familia de artistas, se formó desde niña en el mundo de la zarzuela. Con doce años tuvo la oportunidad de sustituir, en la provincia de Valencia, a la primera figura de su compañía para cantar Cádiz cosechando un éxito que le permitió abandonar el coro para interpretar papeles principales. Con tan solo trece años asume el papel de Roberto de La tempestad de Chapí, revelando unas brillantes aptitudes líricas. De este modo, recorre gran parte de España, trabajando en los principales teatros y alternando con los artistas más aplaudidos del género de la zarzuela grande, donde triunfaría en títulos como Las dos princesas, La Marsellesa, La Mascota, Los mosqueteros grises, Catalina, Jugar con fuego, El grumete, El dominó azul o La tempestad.
Su fama hizo que los empresarios del teatro Eslava la contrataran para interpretar obras de género chico, formato de moda en Madrid (y en buena parte del panorama español) durante las últimas décadas del siglo XIX y las primeras del XX. En este teatro llegaría el papel que la encumbraría definitivamente. Matilde Pretel, encargada de protagonizar El tambor de granaderos, había sido contratada unas semanas antes por el teatro de la Zarzuela y, ante este contratiempo, el compositor alicantino Ruperto Chapí le propuso a Isabel Brú desempeñar el rol de Gaspar en esta obra, obteniendo un triunfo resonante la misma noche de su estreno, el 16 de noviembre de 1894. Es curioso comprobar cómo, años después, la prensa recogía la importancia de esta interpretación en su carrera con motivo de una función a beneficio, indicando que era "una actriz que estudiaba mucho, cantaba con exquisito gusto y había sabido reflejar con perfecta exactitud los caracteres creados por los autores".  Algo similar refería El Liberal, donde se afirmaba que Isabel Brú era "una artista de corazón y talento". Tras este éxito, se mantendría dos temporadas más en Eslava, estrenando obras de cierta importancia como El cortejo de la Irene o El señor corregidor.

## Etapa en el Teatro Apolo (1896-1905)
La vuelta de Chapí al teatro Apolo abriría de par en par las puertas de la "catedral del género chico" a la tiple que, a consecuencia de la indisposición de López, fue contratada por Arregui y Aruej, presentándose al público, en dicho escenario, el 16 de marzo de 1896, durante la función a beneficio de Emilio Mesejo, donde se repusieron El tambor de granaderos y El cortejo de la Irene, obras que comenzaron a gozar del favor del público gracias al desempeño de la Brú. El 30 de abril estrenaría, en este mismo coliseo, La gitanilla, cosechando un nuevo éxito, informando la prensa que había cantado muy bien y había estado muy graciosa, rubricando "una gitanilla encantadora". Igualmente destacada estuvo en el estreno de Las mujeres, sainete de Javier de Burgos y Gerónimo Giménez, estrenado el 21 de mayo de 1896, donde las fuentes destacan que la valenciana "cada día pone más de manifiesto sus incomparables dotes de tiple cómica".
Su periodo en el Apolo coincide con la etapa de mayor popularidad de los sainetes líricos y con algunas de las piezas más inspiradas de Chapí. De este modo, a principios de la temporada (1896-1897) se estrenó Los golfos, sainete del Emilio Sánchez Pastor con música del compositor alicantino en cuya ejecución sobresalieron Emilio Mesejo e Isabel Brú, que había estado "saladísima y picaresca caracterizando al pelo a Canela, golfo madrileño protagonista del sainete". El 12 de noviembre de ese mismo año se había planificado el estreno de Las abejas, aunque no llegaría a verificarse hasta el día 14 por el fallecimiento del padre de Isabel Brú, un notable barítono de zarzuela, querido por el público valenciano, que había abandonado la escena aquejado de una enfermedad. El siguiente estreno destacado fue Las bravías, basado en La fierecilla domada de Shakespeare, donde lo más relevante para la crítica habían sido las decoraciones de Bussato y Amalio y la interpretación de Emilio Mesejo y las señoritas Perales y Brú. Igualmente digna de mención había sido su participación, a finales de diciembre de 1896, en La banda de trompetas, zarzuela de Carlos Arniches y Tomás López Torregrosa.
El miércoles 21 de abril de 1897 se ofreció en el Apolo una función a beneficio de la tiple valenciana, poniéndose en escena La madre abadesa y el diálogo Predicar en el desierto, el estreno de La roncalesa, Las bravías y El señor corregidor. Según las crónicas, el teatro había estado lleno desde primera hora y el cuarto de la artista "rebosaba de muchos y valiosos regalos de sus amigos y admiradores". El diálogo alcanzó un éxito grande, publicando La Época que "la señorita Brú y la señora Vidal lo interpretaron con mucho acierto, con verdadero amore", añadiendo que "fueron llamadas a escena tres veces, con el señor López Silva [autor de la pieza], entre unánimes y prolongados aplausos". A finales de esa misma temporada, la tiple se destaca en el desempeño de su papel en La niña del estanquero -cuya interpretación había sido "inimitable"- y en Agua, azucarillos y aguardiente, pasillo de Miguel Ramos Carrión y Federico Chueca (donde Isabel Brú había interpretado el rol de Atanasia) que constituye una de las cumbres del género chico.

La temporada siguiente (1897-1898), la compañía contaba con la tiple valenciana como una de sus principales figuras que brillaría en el estreno de otra obra cumbre de la lírica española: La revoltosa. En este sainete, habían destacado, muy por encima del resto de integrantes de la compañía, Isabel Brú y Emilio Mesejo en el dúo. Tanto fue así que, en mayo de 1898, cuando la tiple celebró una función a beneficio, incluyó esta obra en el programa, comentando la prensa que la velada había estado concurridísima y que se había saldado con grandes obsequios y muestras de cariño a la beneficiada, llenándose la escena de flores al terminar el dúo de esta obra. Isabel Brú también obtuvo un gran triunfo en El mantón de Manila, sainete de Fiacro Yrayzoz y Federico Chueca donde el atractivo había residido en una escena de seguidillas gitanas que le valieron nutridos aplausos a Emilio Mesejo y otra en redondillas, a cuya terminación "hizo el público presentarse en escena a Fiacro Yrayzoz en unión de la señorita Brú, que había interpretado la obra con mucho garbo y donaire". El santo de la Isidra, Las castañeras picadas y Los hombres públicos fueron otros grandes éxitos para la tiple y para el teatro Apolo de Madrid.

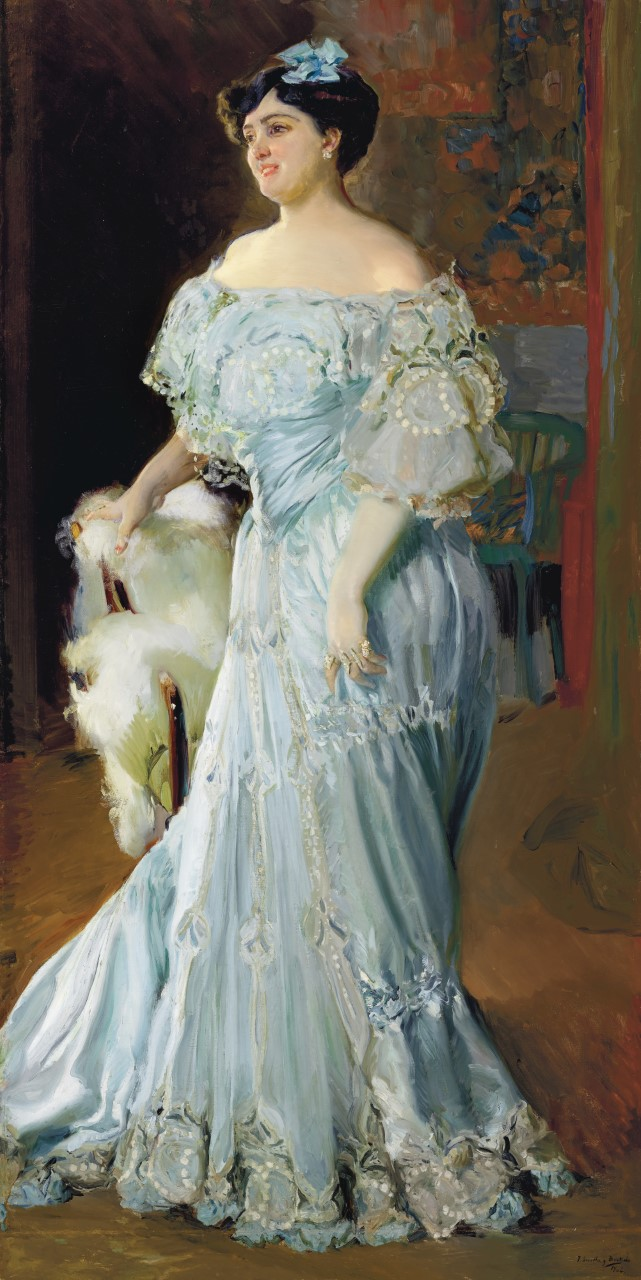
Retrato de la tiple Isabel Brú. Joaquín Sorolla. 1904. Museo de Bellas Artes de Valencia.

En la temporada 1898-1899 destacamos la gran acogida de La chavala, obra de José López-Silva, Carlos Fernández-Shaw y Ruperto Chapí donde los elogios a la labor realizada por Isabel Brú habían sido unánimes, destacando su primorosa interpretación de la romanza y su papel a lo largo de la obra, que la había hecho merecedora de los plácemes tributados. Durante esta etapa, el Teatro Apolo se convierte en uno de los coliseos más importantes de España y la tiple se erige como pieza fundamental en un repertorio donde sobresalen algunas de las zarzuelas más célebres del repertorio, como La fiesta de San Antón, Amor engendra desdichas o el guapo y el feo y verduleras honradas o El trabuco -donde, ante los aplausos del público había tenido que bisar la jota la noche de su estreno-. Por todo ello, había sido una pieza clave en el curso teatral del Apolo y así lo había manifestado el público en varias ocasiones y al término de la temporada.
En el cambio de siglo se convierte en una de las figuras imprescindibles para el teatro Apolo junto a Matilde Pretel y Joaquina Pino. De hecho, a finales de la temporada 1899-1900 se comentaba, respecto a las novedades que presentaría el próximo curso que el acontecimiento del coliseo de la calle de Alcalá serían las diez funciones que interpretaría la artista internacional Eleonora Duse "con perdón de la Brú". Consignamos, igualmente una indisposición sufrida por la tiple durante el mes de septiembre de ese mismo año, obligando a que las señoras Lacarra y Taberner se hicieran cargo de sus papeles en las diferentes zarzuelas y obras del repertorio. Este hecho motivó que Lacarra cobrara cada vez mayor protagonismo, señalando algunas críticas su inferior calidad artística con respecto a Isabel Brú,

Hace pocas noches estuve en Apolo y vi Fotografías animadas y María de los Ángeles. Empecemos por María de los Ángeles. Los malos tragos, pasarlos pronto. Hay una simpática tiple, la señorita Lacarra, que se ha encargado del principal papel. ¿Por qué? ¿Es que la señorita Brú no está ya ahí? Me dirán que trabaja mucho. No es una razón. ¡Yo también! La señorita Brú, si no es una tiple del otro jueves, tiene, como cantante y como actriz, muy superiores condiciones a las de la señorita Lacarra, a la cual aconsejo que aprenda a frasear, porque cuando canta, y a veces hasta cuando dice, no se le entiende palabra.

Sí es cierto que Isabel Brú no estaría exenta de recibir algunas críticas con respecto a papeles determinados, como en el caso del estreno de El siglo XIX. La Correspondencia de España explicaba que la señorita Brú había desafinado bastante y no se le oía palabra ni en el cuadro segundo, ni en el dúo con Manolo Rodríguez. No obstante, tal y como atestigua la prensa, Isabel Brú era una de las "niñas mimadas del Apolo". A modo de curiosidad, dejamos constancia de una pequeña anécdota   -que relata La Época- y que se saldaría con un pequeño traumatismo por parte de la tiple durante las funciones de carnaval 1901, cuando se pusieron en escena Los sobrinos del capitán Grant, Agua, azucarillos y aguardiente y Adriana Angot:

Durante las representaciones de las obras que se hacían anoche en todos los teatros hubo la acostumbrada y tradicional lluvia de confeti y serpentinas. En todos ellos reinó gran alegría y transcurrieron las respectivas representaciones sin incidentes desagradables, salvo en Apolo, donde los morenos de los palcos arrojaron con tanta furia los mencionados proyectiles, que dieron lugar a un monumental escándalo, a causa del cual estuvo a punto de suspenderse la representación de la popular zarzuela Agua, azucarillos y aguardiente, que se hacía en la tercera sección. La señorita Brú recibió un golpe en la cara con una serpentina arrojada desde un palco, que le produjo gran disgusto y bastante daño. Los espectadores formales protestaron ruidosamente de esta agresión.

Hasta su retirada de los escenarios, a mediados de la primera década del siglo XX, Isabel Brú gozó de varios momentos de un éxito arrollador, como el estreno de El género ínfimo, donde interpretaba a la bella López y "alcanzaba una ruidosísima ovación en el tiento coreado de los lunares"; en el estreno de Quo vadis? donde "ejecutaba de forma brillante la romanza morisca" o durante su beneficio en abril de 1903. Respecto a este evento, La Correspondencia de España, según palabras de “C. L.”, comentaba que la tiple, había hecho una vez más las delicias del público en las obras que no suponían ninguna novedad, indicando El Liberal que en El puñao de rosas se habían prodigado a la distinguida artista cariñosas ovaciones. De hecho, tras la interpretación de esta pieza, los dependientes del teatro habían desfilado por las butacas con enormes canastillas de flores con las que habían cubierto el escenario, informando igualmente El Imparcial que el cuarto de la gentil tiple se había convertido en un improvisado bazar de joyas y otros ricos presentes.
Uno de los últimos grandes estrenos que protagonizó fue el "viaje cómico-lírico" de Enrique García Álvarez, Carlos Arniches, José Serrano y Joaquín Valverde Sanjuán, El perro chico. Según Ruiz Albéniz, Joaquina Pino, Isabel Brú y Lola Membrives habían interpretado de forma excepcional a las hermanas Pay-Pay, desatando la locura cantando de forma osada: Las muchachas que están en Manila llevan siempre un pay-pay. Que el pay-pay en Manila se estila y en Samalacay. ¡Ay, que se me cai! Pocos años después, cuando aún se encontraba en plenitud artística, Isabel Brú decidió retirarse de los escenarios. Ella misma explicaría en una entrevista en el periódico El Liberal que había abandonado “porque se enseñaban mucho las piernas, mucho cancán, muchas cosas de extranjis y lo madrileño arrumbado”.
"Córcholis", en El Nuevo Mundo, realizaba una semblanza acerca de la personalidad artística de Isabel Brú, esbozando sus virtudes y defectos, pocos años antes de retirarse:

Dentro, pues, de su esfera, lo repito, la Brú es una buena tiple. En punto a declamación (que es en lo que más he de fijarme) su dicción es limpia, clara y vigorosa; su manera de accionar, sobria y comedida casi siempre, la libra del amaneramiento en que suelen caer muchas artistas de su clase, quizá por dar menos importancia a la declamación que al canto (error muy frecuente en los cómicos de la zarzuela). A modo de reparo amistoso, no como regateo de sus méritos, y con todo el respeto que la señorita Brú me merece he de apuntar aquí lo que creo defecto leve, accidental y por lo mismo, fácilmente corregible en su labor artística. 
La costumbre de interpretar a diario chulas bravías y revoltosas, en la época a que anteriormente me he referido, ha sido causa de que en otros diferentes papeles que ahora representa recuerde aquella manera. Desde entonces conserva la Brú –acaso sin darse de ello exacta cuenta– un cierto vislumbre de dureza en el gesto, en la voz y en todo el empaque de su gentil persona, que es vivo reflejo del carácter general de aquellas chulas que tan a maravilla interpretó.

Fue retratada, en 1904, por Joaquín Sorolla, en una obra que, en la actualidad, se encuentra en el Museo de Bellas Artes de Valencia. Tan sólo un año más tarde, en 1905, Eduardo Zamacois escribiría sus memorias. Fallecería en 1931 tras la larga enfermedad que fue paralizando su cuerpo.

## Estrenos
A continuación se relaciona una nómina de estrenos en los que tomó parte la tiple valenciana Isabel Brú, con indicación del compositor, año y teatro en el que se verificó el estreno.
| Obra                                               | Compositor/es            | Año  | Teatro                  |
| La bruja                                           | Ruperto Chapí            | 1887 | Teatro de La Zarzuela   |
| Otrografía                                         | Ruperto Chapí            | 1888 | Eslava                  |
| ¡Ni en broma!                                      | Sedó                     | 1889 | Eslava                  |
| Boulanger                                          | Manuel Nieto             | 1889 | Eslava                  |
| Madrid Petit                                       | Joaquín Valverde         | 1891 | Martín                  |
| Marido por carambola                               | Damián López             | 1893 | Cómico                  |
| La flor de la montaña                              | Saco del Valle           | 1894 | Eslava                  |
| El sábado                                          | Manuel Nieto             | 1894 | Eslava                  |
| Las flores de mayo o Puede el baile                | Cleto Zavala             | 1894 | Eslava                  |
| El señor corregidor                                | Ruperto Chapí            | 1895 | Eslava                  |
| El cortejo de la Irene                             | Ruperto Chapí            | 1896 | Eslava                  |
| La rueda de la fortuna o este mundo es un fandango | Fernández Caballero      | 1896 | Teatro de La Zarzuela   |
| Las mujeres                                        | Gerónimo Giménez         | 1896 | Apolo                   |
| Las bravías                                        | Ruperto Chapí            | 1896 | Apolo                   |
| La banda de trompetas                              | López Torregrosa         | 1896 | Apolo                   |
| La roncalesa                                       | Joaquín Larregla         | 1897 | Apolo                   |
| Escuela musical                                    | Santiago Lope            | 1897 | Apolo                   |
| Fotografías animadas o El arca de Noé              | Federico Chueca          | 1897 | Teatro Príncipe Alfonso |
| El primer reserva                                  | Torregrosa y Valverde    | 1897 | Apolo                   |
| Las castañeras picadas                             | Joaquín Valverde Sanjuán | 1898 | Apolo                   |
| El mantón de Manila                                | Federico Chueca          | 1898 | Apolo                   |
| Pepe Gallardo                                      | Ruperto Chapí            | 1898 | Apolo                   |
| Toros del Saltillo                                 | Joaquín Valverde Sanjuán | 1898 | Apolo                   |
| La chavala                                         | Ruperto Chapí            | 1898 | Apolo                   |
| Churro Bragas                                      | Ramón Estellés           | 1899 | Apolo                   |
| La señá Frasquita                                  | Ruperto Chapí            | 1899 | Apolo                   |
| Las buenas formas                                  | Rubio y Valverde         | 1899 | Apolo                   |
| Los arrastraos                                     | Federico Chueca          | 1899 | Apolo                   |
| María de los Ángeles                               | Ruperto Chapí            | 1900 | Apolo                   |
| ¡A cuarto y a dos!                                 | López Calleja            | 1900 | Apolo                   |
| El galope de los siglos                            | Ruperto Chapí            | 1900 | Apolo                   |
| El estreno                                         | Ruperto Chapí            | 1900 | Apolo                   |
| El siglo XIX                                       | Montesinos               | 1901 | Apolo                   |
| Doloretes                                          | Vives y Quislant         | 1901 | Apolo                   |
| Los locos                                          | Montesinos               | 1901 | Apolo                   |
| El género ínfimo                                   | Valverde y Barrera       | 1901 | Apolo                   |
| El sombrero de plumas                              | Ruperto Chapí            | 1902 | Apolo                   |
| El tirador de palomas                              | Amadeo Vives             | 1902 | Apolo                   |
| La torre del oro                                   | Gerónimo Giménez         | 1902 | Apolo                   |
| El puñao de rosas                                  | Ruperto Chapí            | 1902 | Apolo                   |
| La venta de Don Quijote                            | Ruperto Chapí            | 1902 | Apolo                   |
| El cuñao de Rosa                                   | López Torregrosa         | 1903 | Apolo                   |
| La reina mora                                      | José Serrano             | 1903 | Apolo                   |
| Los pícaros celos                                  | Gerónimo Giménez         | 1904 | Apolo                   |
| El pobre Valbuena                                  | Torregrosa y Valverde    | 1904 | Apolo                   |
| El alma del pueblo                                 | Ruperto Chapí            | 1905 | Apolo                   |
| El perro chico                                     | Serrano y Valverde       | 1905 | Apolo                   |